# Kyle Gibson
Kyle Benjamin Gibson (ur. 23 października 1987) – amerykański baseballista występujący na pozycji miotacza w Minnesota Twins.

## Przebieg kariery
W czerwcu 2006 został wybrany w 36. rundzie draftu przez Philadelphia Phillies, jednak nie podpisał kontraktu z organizacją tego klubu, gdyż zdecydował się podjąć studia na University of Missouri, gdzie w latach 2007–2009 grał w drużynie uniwersyteckiej Missouri Tigers. W czerwcu 2009 został wybrany w pierwszej rundzie draftu z numerem 22. przez Minnesota Twins i początkowo grał w klubach farmerskich tego zespołu, między innymi w Rochester Red Wings, reprezentującym poziom Triple-A. W Major League Baseball zadebiutował 29 czerwca 2013 w meczu przeciwko Kansas City Royals, w którym zanotował zwycięstwo.